# أل غرين
أل غرين (3 سبتمبر 1953 في الولايات المتحدة - ) (بالإنجليزية: Al Green)‏ هو لاعب كرة سلة أمريكي في مركز هجوم خلفي. لعب مع أديليد ثيرتي سيكسترز وWest Adelaide Bearcats ‏ وCrispa Redmanizers ‏.

## وصلات خارجية
- أل غرين على موقع سبورتس رفرنس (الإنجليزية)
- أل غرين على موقع كلية كرة السلة في سبورتس رفرنس.كوم (الإنجليزية)
- أل غرين على موقع ريلجم (الإنجليزية)